# Петров, Олег Георгиевич
Оле́г Гео́ргиевич Петро́в (род. 12 июня 1954, Новосысоевка, Яковлевский район, Приморский край, СССР) — советский и российский писатель, прозаик, журналист и историк, полковник. Член Союза журналистов СССР (с 1981) и Союза писателей России (с 2010). Дважды лауреат Премии ФСБ России за лучшие произведения в области литературы и искусства (2013 и 2017), а так же ряда других литературных премий.

## Биография
Родился 12 июня 1954 года в селе Ново-Сысоевка, Яковлевского района Приморского края в семье офицера Советской армии.
С 1970 по 1975 год обучался в Высшем пограничном военно-политическом Краснознамённом училище войск КГБ при Совете Министров СССР имени К. Е. Ворошилова. С 1975 по 1977 год обучался на заочном отделении историко-филологического факультета Читинского государственного педагогического института имени Н. Г. Чернышевского. С 1977 по 1978 год на педагогической работе в Танганской средней школе, был учителем обществоведения, истории и начальной военной подготовки. С 1978 по 1994 год, в течение шестнадцати лет, О. Г. Петров являлся главным редактором многотиражной милицейской газеты «Новые рубежи». С 1994 работал в центральном аппарате УВД Читинской области: с 1994 по 1995 год — начальник отделения, с 1995 по 1998 год — полковник внутренней службы, заместитель начальника Управления исполнения наказаний по кадрам. С 1998 по 2005 год — заместитель начальника Читинского управления ФСИН России. С 2005 по 2007 год работал в должности заместителя руководителя Главного управления ФРС России по Читинской области и АБАО. С 2007 года организатор и первый  главный редактор литературно-художественного журнала «Слово Забайкалья», одновременно занимался и педагогической работой являясь преподавателем юридического факультета Забайкальского государственного гуманитарно-педагогического университета имени Н. Г. Чернышевского.
Член Союза журналистов СССР с 1981 года и Союза писателей России с 2010 года. С 2012 года — председатель Забайкальской краевой организации Союза писателей России. С 1973 года появились первые литературные произведения Петрова, печатавшиеся в журнале 
«Пограничник» и «Советский воин». В последующем печатался в различных областных газетах, в том числе «Забайкальский рабочий». Основные произведения Петрова издавались в издательстве «Вече». О. Г. Петров является автором многочисленных литературных произведений в области поэзии, прозы, документальной и художественной публицистике в том числе таких как: «Свинцовая точка» (2003), про деятельность сотрудников Читинского уголовного розыска, повесть «Бориска и Федор» (2006), «Кольт 45-го калибра» (2007), сборника поэзии и прозы «Иронизмы» (2008). В 2010 году за роман «Стервятники» Олег Петров был удостоен Премии Губернатора Забайкальского края имени М. Е. Вишнякова в области литературы, в 2017 году второй раз был удостоен этой премии за произведение «Аз, буки… Būcolicus, или Тринадцать подвигов Шишкина». В 2013 году за повесть «Снегири на снегу» и в 2017 году за исторический роман «Лихое время» О. Г. Петров был дважды удостоен Премии ФСБ России.

## Премии
- Дважды Премия ФСБ России за лучшие произведения в области литературы и искусства (2013[5], 2017[6])
- Дважды Лауреат Премии Губернатора Забайкальского края имени М. Е. Вишнякова в области литературы (2010, 2017[7])
- Лауреат Первого краевого фестиваля «Забайкальская книга — 2009-2010 в номинации «Лучшая художественная книга»[2]